# Sh2-168
Sh2-168 è una nebulosa a emissione visibile nella costellazione di Cassiopea.
Si individua circa 2° a WNW della brillante β Cassiopeiae (Caph), che rappresenta l'estremità occidentale della "W" di Cassiopea; può essere individuata con un potente telescopio munito di filtri oppure nelle fotografie a lunga posa ad alti ingrandimenti. La sua declinazione fortemente boreale fa sì che sia facilmente osservabile quasi esclusivamente dalle regioni dell'emisfero boreale, più la fascia tropicale dell'emisfero australe, dove per altro si mostra sempre bassa sull'orizzonte settentrionale; da gran parte dell'emisfero nord si presenta invece circumpolare.
Si tratta di una piccola regione H II del diametro di circa 9,5 anni luce; la sua distanza, pari a 3575 parsec (11655 anni luce) la colloca nel Braccio di Perseo, uno dei bracci di spirale maggiori della Via Lattea, in corrispondenza dell'associazione OB Cassiopeia OB5, la quale comprende alcuni ammassi aperti e nebulose, come Sh2-172, Sh2-173 e Sh2-177, a contatto con una grande superbolla del diametro di 380 parsec, causata dal vento stellare delle stelle di grande massa dell'associazione. La stella principale responsabile della ionizzazione dei gas di Sh2-168 è catalogata come LSI+50°60, una stella blu di classe spettrale O9V, situata al centro della grande massa nebulosa; la sorgente di onde radio osservata nella nube corrisponde alla stessa stella ionizzatrice. A breve distanza, in direzione sudest, si osserva una debolissima nebulosa, una sorta di alone delle stesse dimensioni apparenti di Sh2-168; si tratta di Sh2-169, facente parte dello stesso sistema nebuloso, sebbene molto in primo piano rispetto alle altre nubi.